# U-17-Fußball-Ozeanienmeisterschaft 2001
Die neunte U-17-Fußball-Ozeanienmeisterschaft wurde 2001 in Apia, Samoa, und Port Vila, Vanuatu, ausgetragen. Das Turnier begann am 3. Dezember 2000 und endete am 8. April 2001. Sieger wurde Australien und qualifizierte sich dadurch für die U-17-Fußball-Weltmeisterschaft 2001.

## Modus
Die zwölf Mannschaften spielten in zwei Gruppen eine Einfachrunde. Die Erstplatzierten jeder Gruppe erreichten das Finale, das in Hin- und Rückspiel ausgetragen wurde.

## Gruppe A
Die Gruppe A spielte vom 3. bis 11. Dezember in Apia.
| Pl. | Verein             | Sp. | S | U | N | Tore    | Diff. | Punkte |
| --- | ------------------ | --- | - | - | - | ------- | ----- | ------ |
| 1.  | Australien         | 4   | 4 | 0 | 0 | 043:000 | +43   | 12     |
| 2.  | Papua-Neuguinea    | 4   | 3 | 0 | 1 | 011:900 | +2    | 09     |
| 3.  | Salomonen          | 4   | 2 | 0 | 2 | 020:300 | +17   | 06     |
| 4.  | Samoa              | 4   | 1 | 0 | 3 | 005:170 | −12   | 03     |
| 5.  | Amerikanisch-Samoa | 4   | 0 | 0 | 4 | 003:530 | −50   | 0      |

Neukaledonien zog seine Mannschaft zurück.

## Gruppe B
Die Gruppe B spielte vom 22. bis 30. März 2001 im Korman Stadium in Port Vila.
| Pl. | Verein     | Sp. | S | U | N | Tore    | Diff. | Punkte |
| --- | ---------- | --- | - | - | - | ------- | ----- | ------ |
| 1.  | Neuseeland | 4   | 4 | 0 | 0 | 014:100 | +13   | 12     |
| 2.  | Vanuatu    | 4   | 2 | 1 | 1 | 016:300 | +13   | 07     |
| 3.  | Tahiti     | 4   | 1 | 2 | 1 | 001:200 | −1    | 05     |
| 4.  | Fidschi    | 4   | 1 | 0 | 3 | 009:500 | +4    | 03     |
| 5.  | Tonga      | 4   | 0 | 1 | 3 | 000:290 | −29   | 01     |

Die Cookinseln zogen ihre Mannschaft zurück.

## Finalspiele
Die Finalspiele fanden am 4. April 2001 in Canberra und am 8. April 2001 in Auckland statt.
|            | Gesamt |            | Hinspiel | Rückspiel |
| ---------- | ------ | ---------- | -------- | --------- |
| Australien | 9:0    | Neuseeland | 3:0      | 6:0       |